# 早物語
早物語（はやものがたり）は、滑稽・諧謔の物語を早口で語る口承文芸のひとつ。「てんぽ物語」「てんぽう語り」「ちょぶきり」などの異名がある。

## 概要
早物語は「そうれ物語語り候、語ればもっての物語」の囃子詞で始まり、「しょせん早口物語で候」の句で終わる形式を持つが、口上や結句には時代や地方によって違いがある。早口言葉のように、発音しにくい文言を即興で一気呵成に語ることから早物語という。前後が逆さま、出鱈目な語句を並べ立てる内容から「てんぽ（嘘）物語」とも呼ばれた。また、江戸時代に東北地方で早物語を収集した菅江真澄の『菅江真澄遊覧記』の影響により、天保年間に早物語が急激に広まった事から「てんぽう物語」と呼ぶという説もある。
『経覚私要鈔』の記述から、早物語は室町時代前期には平家琵琶の座興の芸や、平家を語る上での練習として、口慣らし（舌捩り）のために行われていた。その後、室町時代後期に書かれた『言経卿記』では、舌捩りを専らとする芸能集団の演目として早物語が行われている様子が記述されている。
江戸時代には江戸や大坂で早物語が流行した時期もあり、奥浄瑠璃、瞽女、祭文などの遊芸人たちが前座芸として日本の各地で早物語を披露した。即興芸である早物語は芸能としては確立しなかったが、素人にも模倣しやすかったことから言葉遊びや民話として変質した形で受け継がれた。